# 雀舌黄杨
雀舌黄杨（学名：Buxus bodinieri）是黄杨科黄杨属的植物，为中国的特有植物。分布在中国云南、浙江、贵州、甘肃、湖北、广西、江西、四川、广东、陕西、湖南等地，生长于海拔400米至2,700米的地区，一般生长在平地和山坡林下，目前尚未由人工引种栽培。